# Río Lonquén
Río Lonquén är ett vattendrag i Chile.   Det ligger i regionen Región del Biobío, i den södra delen av landet, 400 km sydväst om huvudstaden Santiago de Chile.
I omgivningen kring Río Lonquén växer i huvudsak städsegrön lövskog. Området är ganska glesbefolkat, med 38 invånare per kvadratkilometer.